# Cribralaria setosa
Cribralaria setosa är en mossdjursart som först beskrevs av James Barrie Kirkpatrick 1890.  Cribralaria setosa ingår i släktet Cribralaria och familjen Cribrilinidae. Inga underarter finns listade i Catalogue of Life.